# Maximiliano Centurión
Maximiliano Centurión (Pablo Podestá, Provincia de Buenos Aires, Argentina; 20 de febrero de 1999) es un futbolista argentino. Juega de defensor y su equipo actual es Club Sportivo Trinidense de la Primera División de Paraguay.

## Carrera

### Clubes
Centurión comenzó jugando en las infantiles de Vélez Sarsfield, en 2009.
Debido a la poca continuidad en las inferiores del Fortín, quedó libre en febrero de 2018, y terminó siendo adquirido por Argentinos Juniors.
En 2019 realizó su primer pretemporada con el equipo de primera. El 5 de marzo de ese mismo año, fue suplente por primera vez, en la victoria 4-1 del Bicho sobre Douglas Haig por la Copa Argentina.

### Sub-20
Centurión fue convocado para disputar el Mundial Sub-20 de 2019. Jugó su primer partido el 31 de mayo en la derrota por 2-1 frente a Corea del Sur.

### Participaciones en Copas del Mundo
| Torneo                   | Sede    | Resultado        | Partidos | Goles |
| ------------------------ | ------- | ---------------- | -------- | ----- |
| Copa Mundial Sub-20 2019 | Polonia | Octavos de final | 1        | 0     |

### Participaciones Sub-23
| Torneo                        | Sede     | Resultado | Partidos | Goles |
| ----------------------------- | -------- | --------- | -------- | ----- |
| Preolímpico Sudamericano 2020 | Colombia | Campeón   | 1        | 0     |

## Clubes
| Club                     | País      | Año           |
| ------------------------ | --------- | ------------- |
| Argentinos Juniors       | Argentina | 2020 - 2021   |
| Sud América              | Uruguay   | 2021          |
| Defensores de Belgrano   | Argentina | 2022          |
| Arsenal F. C.            | Argentina | 2023-2024     |
| Sud América              | Uruguay   | 2024          |
| Club Sportivo Trinidense | Paraguay  | 2025-presente |

## Selección

### Estadísticas
| Selección | Año   | Amistosos | Amistosos | Eliminatorias | Eliminatorias | Mundial | Mundial | Copa América | Copa América | Sudamericano Sub-20 | Sudamericano Sub-20 | Mundial Sub-20 | Mundial Sub-20 | Juegos Olímpicos | Juegos Olímpicos | Total | Total | Media goleadora |
| Selección | Año   | PJ        | G         | PJ            | G             | PJ      | G       | PJ           | G            | PJ                  | G                   | PJ             | G              | PJ               | G                | PJ    | G     | Media goleadora |
| --------- | ----- | --------- | --------- | ------------- | ------------- | ------- | ------- | ------------ | ------------ | ------------------- | ------------------- | -------------- | -------------- | ---------------- | ---------------- | ----- | ----- | --------------- |
| Sub-20    | 2019  | -         | -         | -             | -             | -       | -       | -            | -            | -                   | -                   | 1              | 0              | -                | -                | 1     | 0     | 0               |
| Sub-20    | Total | -         | -         | -             | -             | -       | -       | -            | -            | -                   | -                   | 1              | 0              | -                | -                | 1     | 0     | 0               |

## Palmarés

### Campeonatos internacionales
| Título                   | Club             | Sede     | Año  |
| ------------------------ | ---------------- | -------- | ---- |
| Preolímpico Sudamericano | Argentina Sub-23 | Colombia | 2020 |